# ملیها
ملیها 
(به مالتی: Mellieħa) شهری در ناحیهٔ مالت شمالی واقع در کشور مالت است که در سال ۱۹۹۵ میلادی ۶٫۲۲۱ نفر جمعیت داشته اما جمعیت آن در سال ۲۰۰۵ میلادی ۷٫۵۴۹ نفر بوده‌است.